# Dióxido de pentacarbono
El dióxido de pentacarbono, en nomenclatura oficial IUPAC penta-1,2,3,4-tetraen-1,5-diona, es un óxido de carbono (un oxocarbono) de fórmula química C5O2 (O=C=C=C=C=C=O).
El compuesto es el tercer miembro de la serie CnO2 de número impar de carbonos. Los dos primeros miembros son dióxido de carbono (CO2) y subóxido de carbono (C3O2). Fue descrito en 1988 por Günter Maier y otros colaboradores, que lo obtuvieron por pirólisis del floroglucinol. También ha sido obtenido por pirólisis en fase gaseosa del 2,4,6-tris(diazo)ciclohexano-1,3,5-triona (C6N6O3). El compuesto resultante es estable a temperatura ambiente en solución.  En estado puro es estable por debajo de -96 °C. Por encima de esa temperatura comienza a polimerizar.